# Stari Miraš
Mirash i Vjetër en albanais et Stari Miraš en serbe latin (en serbe cyrillique : Стари Мираш) est une localité du Kosovo située dans la commune/municipalité de Ferizaj/Uroševac, district de Ferizaj/Uroševac (Kosovo) ou district de Kosovo (Serbie).